# Joseph Woelfl
Joseph Johann Baptist Woelfl, zhruba do roku 1790 psaný Wölfl (24. prosince 1773 Salcburk – 21. května 1812 Londýn – Mary-Le-Bone), byl rakouský hudební skladatel a koncertní klavírista z okruhu Mozartovy rodiny.

## Život
Joseph Woelfl pocházel z nižší šlechty, jeho otec Johann Paul Wölfl byl právník. Prvním Woelflovým učitelem hudby byl zřejmě Leopold Mozart, dále ho vychovával Michael Haydn. Veřejně začal Woelfl vystupovat jako sólový houslista již v sedmi letech. V letech 1786 až 1788 studoval na benediktinské univerzitě v Salcburku. Jeho osudy v těchto letech nejsou podrobněji známy, ale roku 1790 se objevil ve Vídni vedle W. A. Mozarta již jako hotový klavírní virtuos. Mozart ho doporučil jako učitele klavíru knížeti Michału Kleofasi Ogińskému (1765–1833) do Varšavy. Ve Varšavě Woelfl úspěšně působil až do roku 1795 jako klavírista a učitel hudby, začal zde také uvádět své symfonické a klavírní skladby.
Po návratu z Varšavy do Vídně vystupoval Woelfl jako klavírista a skladatel oper, klavírních i komorních děl. Jeho opera Hlava bez muže dosáhla v Praze takového úspěchu, že byla přeložena do češtiny a 14. dubna 1799 uvedena i v tomto jazyce. Na přelomu let 1798/99 vystupoval společně s Beethovenem v klavírním a improvizačním „souboji“.
Roku 1798 si Woelfl vzal herečku Theresu Klemmovou, která mu dala syna. Manželské štěstí ovšem zřejmě nevydrželo dlouho a již v březnu 1799 odjel Woelfl na roční turné do Prahy, Drážďan, Lipska, Berlína a Hamburku. V létě 1800 se ještě krátce zdržel ve Vídni, a pak ji opustil navždy. Na svých turné si vybudoval pověst technicky zdatného a kompozičně vynalézavého klavírního virtuosa. V září 1801 se usadil na čtyři roky v Paříži, etabloval se jako vynikající hudebník, a díky tomu zde mohl začít publikovat svoji hudbu pro náročnější obsazení, zejména klavírní koncerty. V květnu 1805 pak se odstěhoval do Londýna, kde rovněž zažil velké úspěchy a předložil publiku řadu nových skladeb. Opět se zde oženil a měl dalšího syna. Po krátké nemoci v roce 1812 zemřel.
Woelflova díla, stylově blízká Mozartovi, byla přetiskována až do konce 19. století, pak se na skladatele pozapomnělo. Ve 21. století zažívá zájem o Woelflův skladatelský odkaz mírné oživení.